# Akvarell

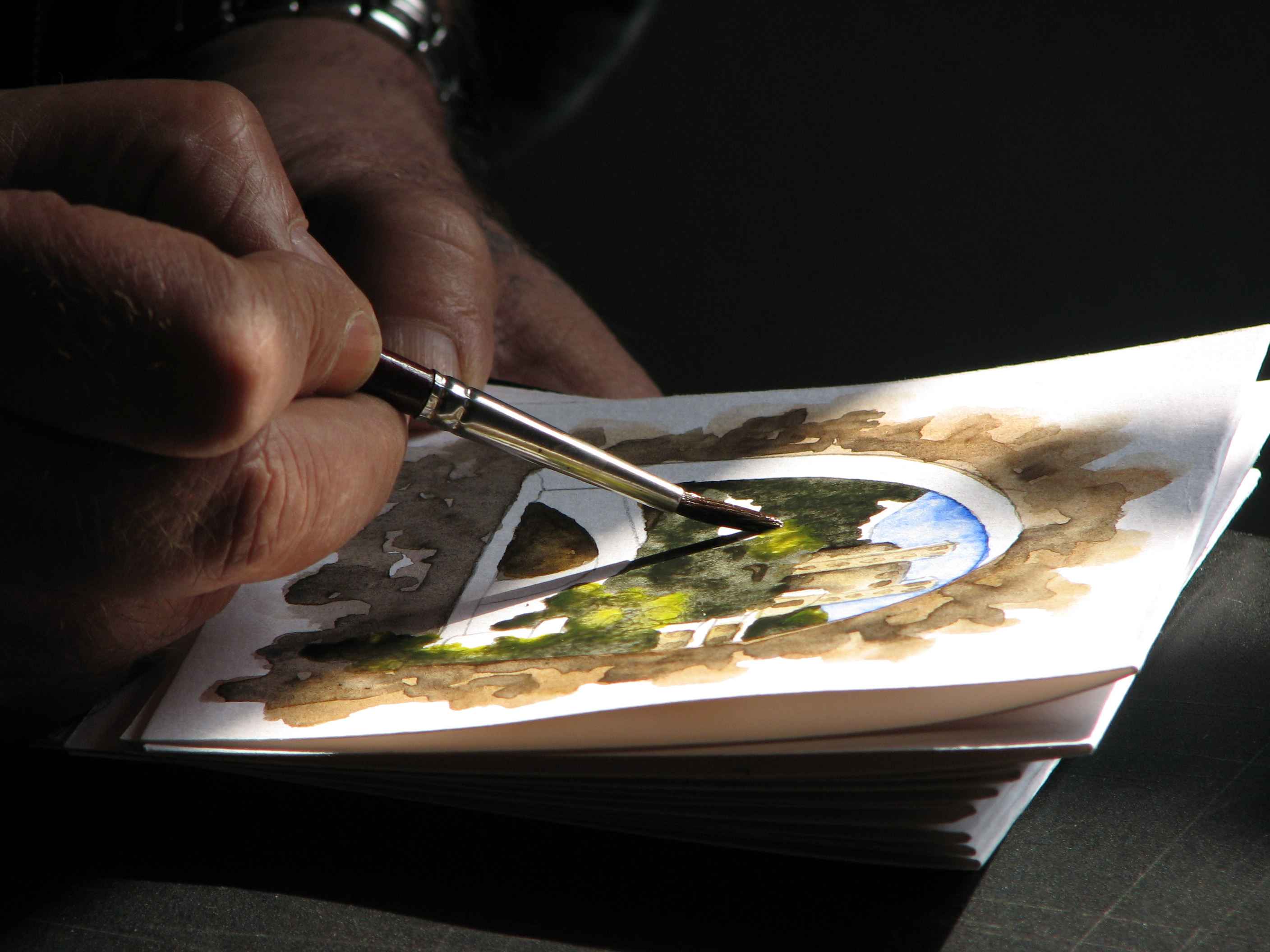
En konstnär i Dolceacqua, Italien arbetar med en akvarellmålning.

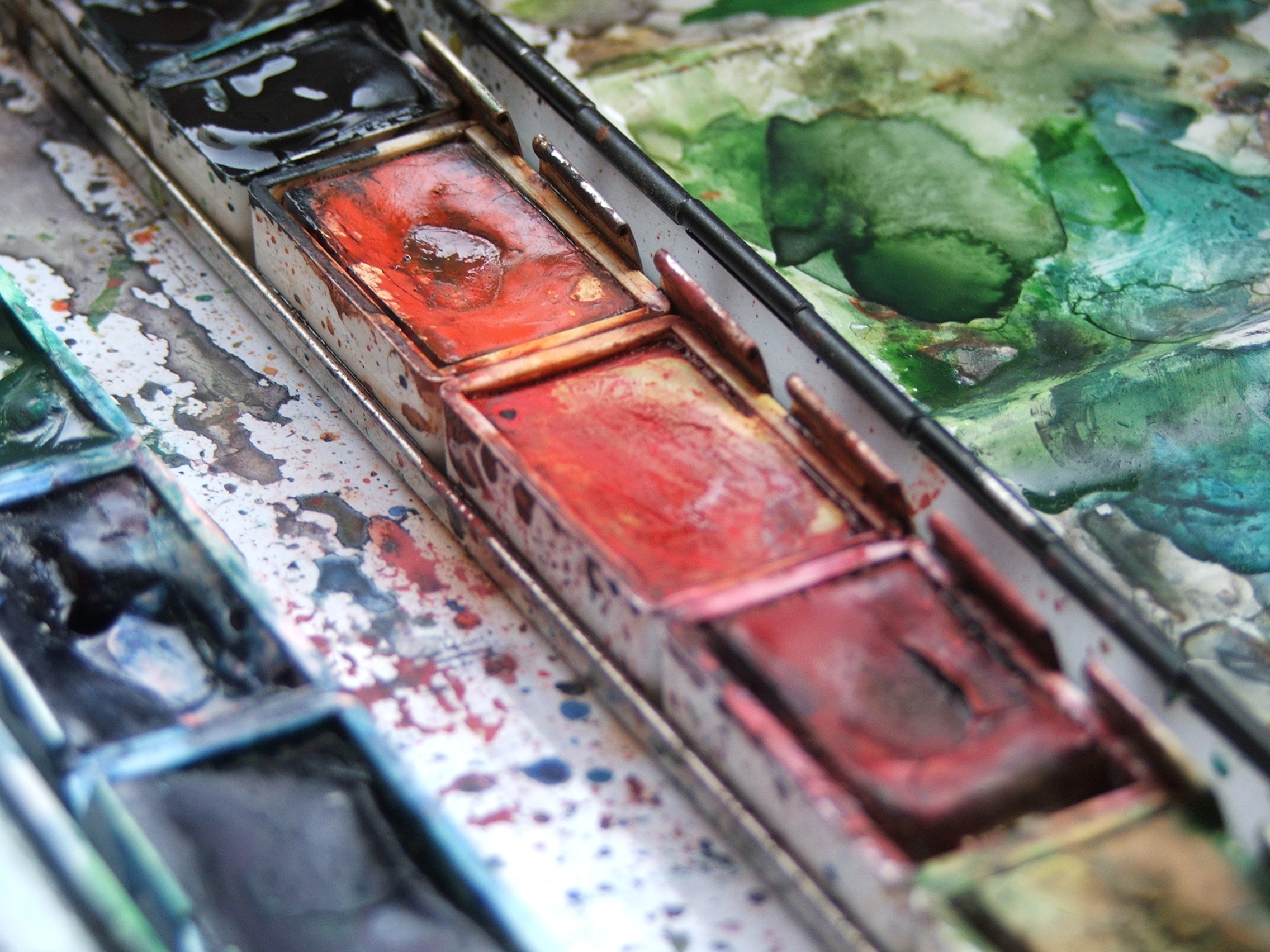
Akvarellfärger

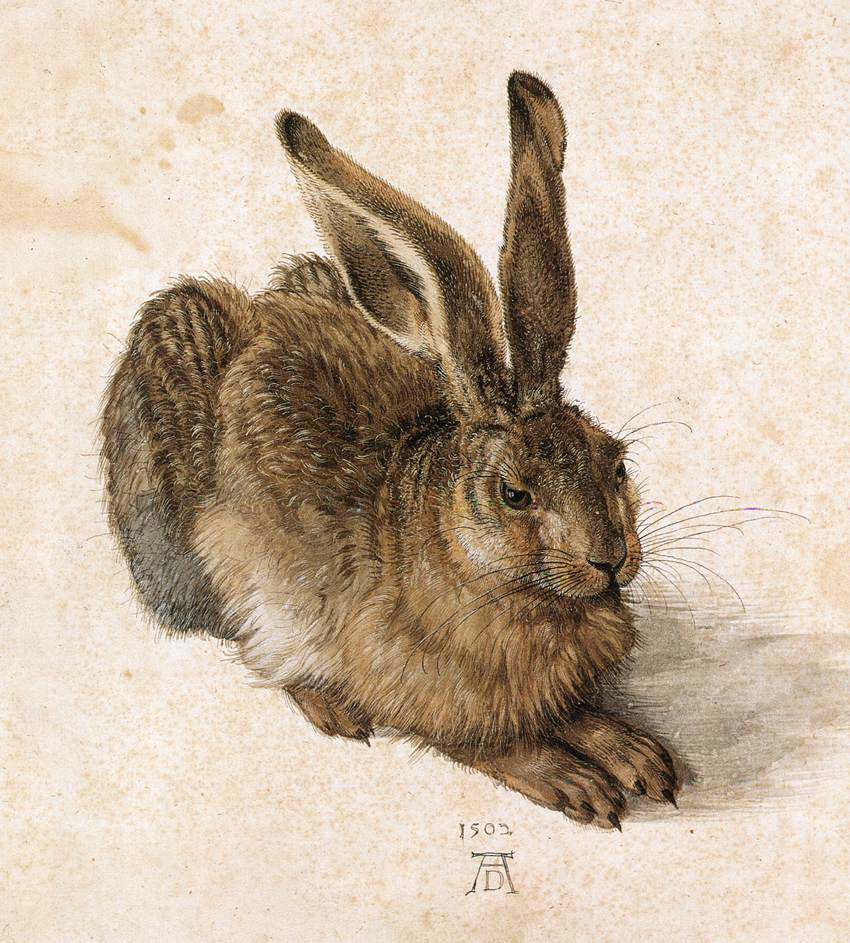
En ung hare, akvarell av Albrecht Dürer 1502

Akvarell är en med vattenfärg utförd målning där färgen läggs på i transparenta skikt på ett tjockt, lätt sugande papper.
Akvarell målas ofta med en tjock pensel som kan hålla mycket vätska, samtidigt som den kan formas till en mycket fin spets. Den finaste kvaliteten görs av mårdhår eller sobelhår. Mycket smala linjer kan göras med hjälp av tunna spetsiga penslar eller dragstift, som egentligen är avsedda för tuschritning. Gamla tiders stålpennor för bläck duger också för detta ändamål.
Många tekniker kombineras ofta i en och samma bild.

## Teknik
Målaren, "akvarellisten", använder papperets vithet för att ge färgerna högsta lyskraft. Man vill i akvarellen få fram en dialog med papperet. Typiskt för akvarellmålning är att man inte målar vitt. Vita partier fås genom att man lämnar det vita papperet omålat. Vill man måla ljusa toner använder man sparsamt med färgpigment i vattenlösningen, och då lyser papperets färg lättare igenom.
Akvarellmålning hör, enligt vissa, till de svårare målningsteknikerna. Man måste ha en noggrann plan, antingen med en skiss eller genomtänkt inre bild. Det är svårt att ändra på något redan målat. Papprets yta kan bli förstörd, och måla över fungerar inte så bra, eftersom akvarellfärgen är transparent.
Vid akvarellmålning brukar man börja med de ljusaste delarna i motivet, och söker sig successivt mot allt mörkare nyanser. Ljusa detaljer mot en mörk bakgrund kan inte läggas till i efterhand utan måste sparas ut.

### Grundläggande sätt att måla akvarell
Två grundläggande metoder:
- Vått i vått: Akvarellpapper fuktas exempelvis med en svamp, pensel eller med sprayflaska. När vattnet har absorberats under några minuter målar man med våt färg. Färgerna blandas när komponenterna är blöta.[2]
- Vått på torrt: Man målar på ett torrt akvarellpapper vilket gör att färgerna inte blandas.[2]

### Akvarellpapper
Akvarellpapper finns att köpa både arkvis och i block med limmade kanter runt om, så att papperet håller sig slätt när det blir fuktigt av färgen. Lösa papper kan prepareras genom att man fuktar igenom det ordentligt med rent vatten och tejpar upp det på en styv skiva; när papperet torkat har inbyggda spänningar utjämnats och det bubblar sig mindre när akvarellfärgen läggs på. Papper av högsta kvalitet är syrafritt papper och framställt av bomullslump. Det finns i flera olika vithetstoner och tjocklekar, där det senare anges i gram per kvadratmeter. Ytans ytstruktur kallas gräng och finns av flera slag.

## Historik
De äldsta kända akvarellmålningarna är egyptiska väggmålningar från de senaste århundradena före Kristus. Från egyptierna spred sig tekniken till etruskerna. 
Vattenfärg användes i sin tidiga västerländska barndom för att ersätta dyrare färger som tempera eller, senare, oljefärg, Man målade gärna så att det skulle likna dessa. Akvarell var även lättare att arbeta med i miniatyrmåleriet. Det var också vanligt att akvarell användes för färgläggning av såväl teckningar som grafiska tryck, ända fram till färglitografins genombrott på 1800-talet.
Under 1600-talet utvecklades akvarellmåleriet i Nederländerna av konstnärer som Roelandt Savery, Adriaen van Ostade och Anthonis van Dyck. Under 1700-talet kom akvarelltekniken på modet, och i Frankrike företräddes tekniken av konstnärer som Charles-Joseph Natoire, Gabriel de Saint Auban och Hubert Robert. Den moderna akvarellmålningstekniken fick sitt genombrott i England med konstnärer som Paul Sandby och William Turner..
I Sverige har konstpedagogen och professorn Arne Isacsson och hans böcker om akvarellteknik bidragit mycket till akvarellteknikens spridning.. Till Isacssons elever hör Lars Lerin.

## Färger och effekter
Akvarellmålning bygger, liksom annan målning, på subtraktiv färgblandning. Det man ser på en målning är alltså underlagets färg minus det som filtreras bort av akvarellfärgerna.

### Färgmedier
Akvarellfärg innehåller fint rivet pigment blandat i en lösning av vatten och bindemedel, numera vanligtvis gummi arabicum, ofta med viss tillsats av glycerin. Färgen torkar genom vattnets avdunstning och pigmentet binds till underlaget av bindemedlet.
Akvarellfärg saluförs både i tub och som fasta färgkakor, från hobbykvalitet till konstnärskvalitet. Det finns dessutom akvarellpennor, i princip färgpennor med stift gjorda av akvarellfärg.
Färgernas kvalitet brukar, liksom för andra konstnärsfärger, grovt indelas enligt följande:
- Konstnärskvalitet, rik på pigment av hög kvalitet, mer ljusäkta, men kostar mer.
- Studiekvalitet, en variant till lägre pris men med visst avkall på diverse egenskaper, såsom pigmenttäthet och -kvalitet, är ofta mindre beständig.
- Hobbyfärger är billigast och finns ofta att köpa i till exempel leksaksbutiker.

### Effekter
För att skapa olika effekter går det att använda olika tekniker. Här är några av dem.
- Lavering: Att måla med färg som är kraftigt utspädd med vatten så att det bildas en tunn hinna med färg när man målar på pappret. Det finns tre olika sätt att lavera, jämn lavering, graderad lavering och graderad lavering med färgbyte.[2]

- Saltteknik: Akvarellmålning med salt innebär att man först täcker stora ytor av hela papperet, eller t o m hela ytan, med en eller fler nyanser färg och låter det halvtorka. Därpå strör man ut ett antal korn av grovt salt (inte vanligt bordssalt), slumpmässigt eller ordnat i något mönster. Saltet suger då upp en del av den halvtorra färgen, varvid det underliggande papperets färg lättare lyser igenom. När det hela torkat fullständigt borstar man bort saltkornen, och resultatet är ett prickmönster.

- Att skrapa med målarkniv: Man målar tjockt med färg och väntar några minuter och sedan drar man bort en del av färgen med en målarkniv, palettkniv eller liknande föremål. Med den här tekniken går det att skapa olika mönster.

## Varianter och tillbehör
En tub med vit färg, "kinesiskt vitt", finns ofta med i akvarellådan. Den används för att blanda med de andra färgerna, som då får ökad täckförmåga. Tubfärgen kan även användas som den är för att täcka över torra misslyckade partier i målningen, eller för att skapa mycket fina linjer i kompositionen. Man kan även måla akvarell på färgat papper för att uppnå speciella effekter. Målar man på ett täckande sätt med mycket tillsatt täckvitt kallas inte slutresultatet akvarell utan gouache. En variant är att man först målar något med stora penseldrag i valfria färger, och låter det torka fullständigt. Därpå målar man över det hela med en kontrasterande färg och applicerar salt-tekniken på det nya skiktet.

## Etymologi
Ordet akvarell är en försvenskning av italienska ordet acquarello, som i sin tur är bildat av det latinska ordet aqua som betyder vatten. I dagligt tal kallas akvarell och gouache på svenska också för vattenfärg. Akvarell, jämte avledningar av ordet, är de mer fackmässiga termerna. 
Den korrekta benämningen på målartekniken är egentligen akvarellmålning, då även en bild som är målad med akvarellfärg kallas akvarell.